# Nationaal Landschap Noardlike Fryske Wâlden

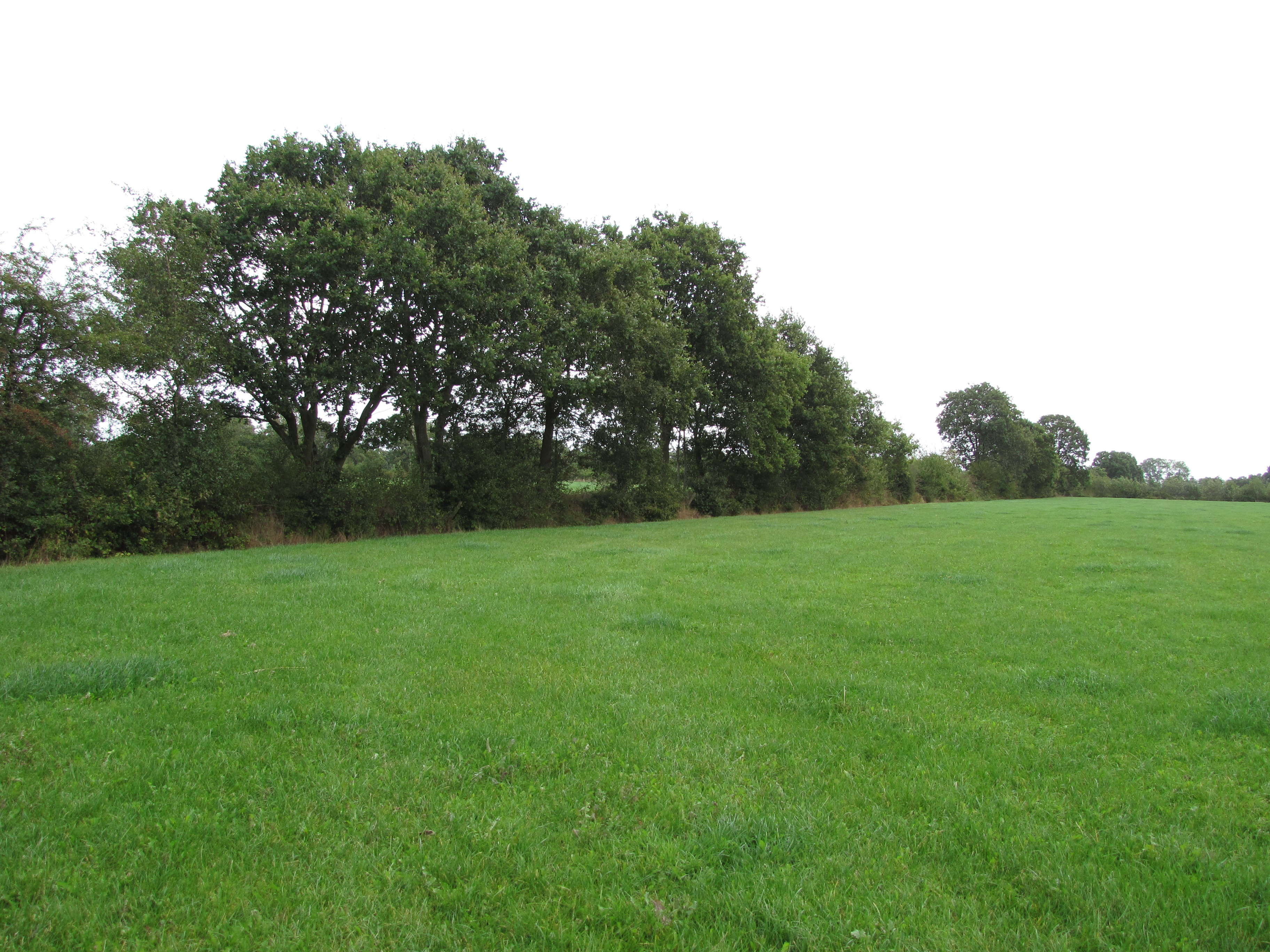
Houtwal in de Friese Wouden

Het Nationaal Landschap Noardlike Fryske Wâlden is een gebied van ruim 25.000 hectare groot, onderdeel van de Friese Wouden, een streek in het oosten van Friesland.
Zeer karakteristiek voor het landschap is de strokenverkaveling, die gepaard gaat met een zeer grote lengte aan elzensingels. Het gevolg van dit coulisselandschap is een intieme en kleinschalig aandoende beslotenheid. Een dergelijk landschapspatroon komt wel vaker voor in veenweidegebieden, maar nergens in een zo grote omvang noch is het elders in een vergelijkbare gave kwaliteit bewaard gebleven. Opvallendis ook het grote aantal dobben en pingoruïnes. De overheid riep het gebied in 2006, naast negentien andere gebieden, uit tot Nationaal Landschap wegens deze kenmerken.

## Ligging
Het Nationaal Landschap strekt zich uit over een gebied van ca 20 x 15 km tussen Drachten en Dokkum in de gemeenten Dantumadiel, Noardeast-Fryslân (het deel van de voormalige gemeente Kollumerland en Nieuwkruisland), Achtkarspelen, Tytsjerksteradiel en Smallingerland. Dorpen in of aan de rand van het gebied zijn Bergum, Zwaagwesteinde, Kollum, Buitenpost, Surhuisterveen, Hardegarijp en Giekerk.

## Landschap
Het gebied is een uitloper van het Drents Plateau. Vanwege de grote hoeveelheid kavels die omzoomd worden door ruim 2000 km singelbeplanting heeft het landschap een kleinschalig karakter. Door het dichte netwerk van houtwallen, elzensingels en bomenrijen is een bijzonder landschap ontstaan dat zijn gelijke in Nederland niet kent. Het wordt wel het meest kleinschalige landschap van Nederland genoemd, hoewel het eigenlijk eerder besloten te noemen is. De soms zeer smalle langgerekte kavels zijn bij ontginning van veen in de Middeleeuwen ontstaan. Vrijwel elk perceel heeft een eigen kenmerkende verhouding tussen lengte en breedte, afhankelijk van de tijd van ontginning. Sommige percelen zijn drie keer zo lang als breed, soms vijf keer zo lang, en een enkele keer bijna vierkant. Op de perceelgrenzen werden bomen geplant, of deze kwamen spontaan op.
Kenmerkend zijn verder de ruim 300 dobben. Deze zijn voor een groot deel pingoruïnes die gedurende de ijstijd zijn gevormd. Pingo's zijn (waterhoudende) ondiepe kommen omgeven door een ringwal. Sommige hebben nog een ringwal. Tussen Zwaagwesteinde en Surhuisterveen liggen veel van deze aardkundige verschijnselen. Op de aarden ringwal rond deze pingoruïnes worden vaak prehistorische bewoningssporen aangetroffen. Er liggen verder twee meren in het landschap: Bergumermeer en De Leien.
Ongeveer 2% van het gebied is bebouwd. Enkele dorpen zijn - zoals Drogeham – afgeleid van de ligging op een hogere zandrug die bescherming bood tegen hoge waterstanden – en Twijzel met hun karakteristieke lintbebouwing. Eestrum en Eastermar kennen een typische esdorpenstructuur. Plaatselijk zijn landgoederen met stinsen of staten gesticht, zoals de Fogelsangh State bij Veenklooster, de stins bij Oudkerk en de verschillende staten bij Oenkerk.

## Activiteiten
Het nationale landschap is grotendeels in beheer van boeren.
Sinds 1996 bestaat er een gebiedscoöperatie Noordelijke Friese Wouden, waarin zes milieucoöperaties en agrarische verenigingen samenwerken. De zes milieucoöperaties zijn in 2002 opgegaan in de Vereniging Noardlike Fryske Wâlden (NFW). deze vereniging is om er voor te zorgen dat de boeren kunnen blijven boeren en tegelijk de landschapselementen te behouden met behulp van de vergoedingen voor agrarisch natuur- en landschapsbeheer. De vereniging streeft naar de ontwikkeling van een duurzame landbouw en kringlooplandbouw. Ook wil de vereniging boeren de kans geven hun bedrijf te laten voortbestaan zonder dat dit het landschap aantast.
Om de streek een impuls te geven heeft de provincie een vierbaansweg door het gebied aangelegd, de zogenaamde Centrale As. De komst van deze weg was omstreden omdat deze volgens de critici de kwaliteit van het landschap aantast. De Raad van State heeft op basis van een landschapsherstelplan besloten dat de weg kon worden gerealiseerd.

## Bestuurlijke structuur
Bij de status Nationaal Landschap zijn behalve de provincie en enkele ministeries (LNV, VROM) vijf gemeenten betrokken: Dantumadeel, Kollumerland en Nieuwkruisland, Achtkarspelen, Tietjerksteradeel en Smallingerland. Er heeft een periode voor heel het gebied van de Noordelijke Friese Wouden - dat vrijwel maar niet geheel samenvalt met het Nationaal Landschap - een stuurgroep waarin overheden en streekgroepen deelnamen, bestaan.